# Парротия
Парро́тия (лат. Parrotia) — монотипичный род семейства Гамамелисовые (Hamamelidaceae). Единственный вид — парротия персидская (Parrotia persica), также известны наименования железняк, амбур (тал. амбыр; амбырə до) и демир-агач (Dəmirağac) (в Азербайджане), один из нескольких видов, прозванных «железным деревом». Второй вид парротии, Parrotia jacquemontiana Decne. (= Parrotiopsis jacquemontiana (Decne.) Rehder), в настоящее время относят к роду Parrotiopsis. Также некоторыми учёными в роде выделяют вид Parrotia subaequalis, произрастающий в Китае. Парротия ботанически наиболее близка к гамамелису.
Классифицирован вид Мейером и назван в честь естествоиспытателя Иоганна (Ивана) Паррота.

## Ботаническое описание
Парротия персидская — листопадное дерево высотой 15—25 м (иногда до 30 м). Ствол короткий, до 1,5 м в диаметре, иногда начинает ветвиться практически у земли. Цветёт до распускания листьев, цветки без лепестков, с 5—7-лопастной чашечкой и 5—7 тычинками. Плод — двустворчатая коробочка. Листья кожистые, овальные, длиной 6—15 см и шириной 4—10 см, летом — зелёные, осенью — жёлтые, красные и пурпурные. Кора — серая, иногда с красноватым оттенком. Ветви часто срастаются с ветвями других деревьев, ширина кроны — 8—15 м. Годичные кольца плохо заметны.

## Распространение и экология
Ареал — реликтовые леса в Азербайджане (Талышские горы) и Иране (Эльбурс) близ Каспийского побережья. Парротия предпочитает субтропический климат или тёплый умеренный, поэтому в горах встречается в основном не выше 700 м над уровнем моря. Предпочитает увлажнённые почвы в ущельях вдоль рек и ручьёв, но встречается и в сухих местах.
Растёт медленно и к 150 годам достигает 15 м высоты и 30 — 40 см в диаметре. Доживает до 200 лет. При срубке дает поросль от пня и корневые отпрыски. Хорошо выдерживает стрижку и долго удерживает приданную форму.

## Значение и применение
Выдерживает морозы до −25 °C, поэтому часто выращивается в Западной Европе как декоративное растение. Широко известны художественные изделия из парротии. Из-за своей прочности, железное дерево используется при изготовлении топорищ, рам, половой доски, различных столярных изделий, хотя стоимость древесины обычно в несколько раз дороже, чем у иных видов.

### Свойства древесины
Древесина заболонная, розоватого цвета с коричневым оттенком, на свету буреющая, внешние слои светлее центральных. Годичные кольца не всегда отчетливы, встречаются ложные годичные слои. Сосуды с лестничными перфорациями. Межсосудистая поровость супротивная и лестничная. Поры волокон с более или менее отчетливым окаймлением. Древесина рассеянно сосудистая. Древесная, паренхима метатрахеальная и диффузная. Лучи гетерогенные, одно-двурядные.
Плотная и весьма однородная древесина железного дерева в свое время использовалась на изготовление ткацких челноков. В СССР использовалась в ограниченном размере, в частности, для деталей машин, хотя красивая розово-коричневая древесина «кавказского розового дерева» с высокой способностью принимать полировку могла бы с успехом применяться для изготовления декоративной фанеры и художественных изделий. Древесина тяжелая (удельный вес более 1), прочная, твёрдая, мало упругая, плохо колется.
Физико-механический свойства древесины парротии:
| Влажность (%) | Объёмный вес (г/см³) | Коэффициент усушки (%) | Коэффициент усушки (%) | Сопротивление (кг/см²) | Сопротивление (кг/см²) | Сопротивление (кг/см²) | Твёрдость по Янко (кг/см²) | Твёрдость по Янко (кг/см²) | Твёрдость по Янко (кг/см²) |
| Влажность (%) | Объёмный вес (г/см³) | радиальный             | тангентальный          | сжатие вдоль волокон   | статическому изгибу    | динамическому изгибу   | радиальная                 | тангентальная              | вдоль волокон              |
| ------------- | -------------------- | ---------------------- | ---------------------- | ---------------------- | ---------------------- | ---------------------- | -------------------------- | -------------------------- | -------------------------- |
| 15            | 0,78                 | 0,032                  | 0,058                  | 725                    | 1346                   | 236,5                  | 965                        | 833                        | 1155                       |

- Почтовая марка Азербайджана с изображением парротии персидской
- Стволы парротии зимой, Талыш